# Qualificazioni al campionato mondiale di calcio 1962 - CONMEBOL
Delle 7 squadre, il  Paraguay venne sorteggiato per partecipare automaticamente allo Spareggio CONMEBOL-NACF e CCCF. Le restanti 6 squadre sono divise in 3 gruppi da 2 squadre ciascuno con partite di andata e ritorno. Le vincitrici si qualificano.

## Gruppo 1

### Classifica
| Pos. | Squadra   | Pt | G | V | N | P | GF | GS |
| ---- | --------- | -- | - | - | - | - | -- | -- |
| 1.   | Argentina | 4  | 2 | 2 | 0 | 0 | 11 | 3  |
| 2.   | Ecuador   | 0  | 2 | 0 | 0 | 2 | 3  | 11 |

 Argentina qualificata.

### Risultati

#### Andata
| Arbitro: | Robles |

|                           |           |                                                                          |
| Spencer 81’ Raffo 83’ 85’ | Marcatori | 14’ (rig.) 39’ Corbatta 16’ Pando 24’ Sosa 48’ Sanfilippo 73’ Ramaciotti |

#### Ritorno
| Arbitro: | Robles |

|                                                                       |           |  |
| Gómez 6’ (aut.) Sanfilippo 53’ Corbatta 55’ (rig.) Sosa 75’ Pando 90’ | Marcatori |  |

## Gruppo 2

### Classifica
| Pos. | Squadra | Pt | G | V | N | P | GF | GS |
| ---- | ------- | -- | - | - | - | - | -- | -- |
| 1.   | Uruguay | 3  | 2 | 1 | 1 | 0 | 3  | 2  |
| 2.   | Bolivia | 1  | 2 | 0 | 1 | 1 | 2  | 3  |

 Uruguay qualificata.

### Risultati

#### Andata
| Arbitro: | Robles |

|             |           |             |
| Alcócer 54’ | Marcatori | 23’ Cubilla |

#### Ritorno
| Arbitro: | Robles |

|                         |           |             |
| Cabrera 3’ Escalada 39’ | Marcatori | 65’ Camacho |

## Gruppo 3

### Classifica
| Pos. | Squadra  | Pt | G | V | N | P | GF | GS |
| ---- | -------- | -- | - | - | - | - | -- | -- |
| 1.   | Colombia | 3  | 2 | 1 | 1 | 0 | 2  | 1  |
| 2.   | Perù     | 1  | 2 | 0 | 1 | 1 | 1  | 2  |

 Colombia qualificata.

### Risultati

#### Andata
| Arbitro: | Praddaude |

|             |           |  |
| Escobar 27’ | Marcatori |  |

#### Ritorno
| Arbitro: | Marino |

|                   |           |            |
| Delgado 3’ (rig.) | Marcatori | 67’ Aceros |